# Nanong Gewog
Nanong Gewog (Dzongkha: ན་ནོང་) ist ein Gewog (Dorfschaft) im Distrikt Pemagatshel in Bhutan.

## Geographie
Der Gewog ist die nördlichste Verwaltungseinheit im Dzongkhag Pemagatshel. Er erstreckt sich über die Nordspitze und einen Teil des Nordostrandes des Distrikts und umfasst eine Fläche von ca. 81,7 km². Im Süden stößt er an die Gewogs Shumar Gewog und Zobel Gewog und an der Nordgrenze an Lumang Gewog, Thrimshing Gewog und Uzorong Gewog des Trashigang Dzongkhag. Der Kreis selbst besteht aus 5 Chiwogs:
- Nanong
- Terphug-Woongchhiloo
- Gashigkhar-Tshatshi
- Raling und
- Tokari mit insgesamt 32 Dörfern und ca. 4750 Einwohnern in 326 Haushalten.[3] Im Gewog verlaufen 37 km an einfachen Straßen mit dem Hauptzugang über Kheri Gonpa.

Kleinere Zuflüsse des Drangme Chhu verlaufen von Nordosten nach Südwesten durch das Gebiet. Der Gewog liegt auf Höhen zwischen 500 m und 3700 m. 

## Klima
Das Klima ist gemäßigt kühles Gebirgsklima. 

## Wirtschaft
In dem abgelegenen Gebiet überwiegt die Landwirtschaft und es gibt nur geringen Nassfeldanbau für Reis. Mais ist das Hauptgetreide und es werden daneben Kartoffeln, Orangen, Ingwer und Zuckerrohr angebaut. Weitere Produkte sind Erdnüsse, Senf, Hirse und Buchweizen sowie Eier und Milch.
Es gibt einen Fischer.
Bekannt ist der Gewog für seine Satshoen (Erdfarben-Malereien) und Tshatshi-buram, eine Süßigkeit aus Zuckerrohr-Sirup.

## Verwaltung
Nanong Gewog wurde erst 2007 von Trashigang nach Pemagatshel verlegt. Das Gebiet gehört zum Wahlbezirk Nanong-Shumar und der zuständige Parlamentsabgeordnete (MP) ist der Premierminister von Bhutan H.E. Lyenpo Jigme Thinley, der erste demokratisch gewählte Premierminister von Bhutan. Er gehört zur Partei Druk Phunsum Tshogpa (DPT).